# Défense de l'entrepôt Sihang

Carte de la zone de la bataille :
Entrepôt Sihang
Concessions étrangères

La Défense de l'entrepôt Sihang (en chinois traditionnel : 四行倉庫 ; pinyin : Sìháng Cāngkù) ou défense des entrepôts Sihang a lieu du 26 octobre au 1er novembre 1937. Elle marque la période finale de la bataille de Shanghai qui dure depuis trois mois, au début de la seconde guerre sino-japonaise. Les défenseurs de l'entrepôt résistent aux nombreuses vagues de soldats japonaises et couvrent une partie de la retraite chinoise à l'ouest.
Stratégiquement réussie, la défense de l'entrepôt apporte une aide morale à l'armée et au peuple chinois qui fait face à la dureté de l'invasion japonaise de Shanghai. L'emplacement de l'entrepôt, juste en face des concessions étrangères de la ville, rend les puissances occidentales spectatrices du conflit peu après l'appel de Tchang Kaï-chek.
En chinois, les 423 défenseurs de l'entrepôt sont connus comme les « Huit cents héros » (en chinois traditionnel : 八百壯士 ; pinyin : Bābǎi Zhùangshì), le nombre exact ayant été volontairement caché par le commandant Xie Jinyuan pour ne pas révéler aux Japonais la force réelle de l'Armée nationale révolutionnaire dans la ville.

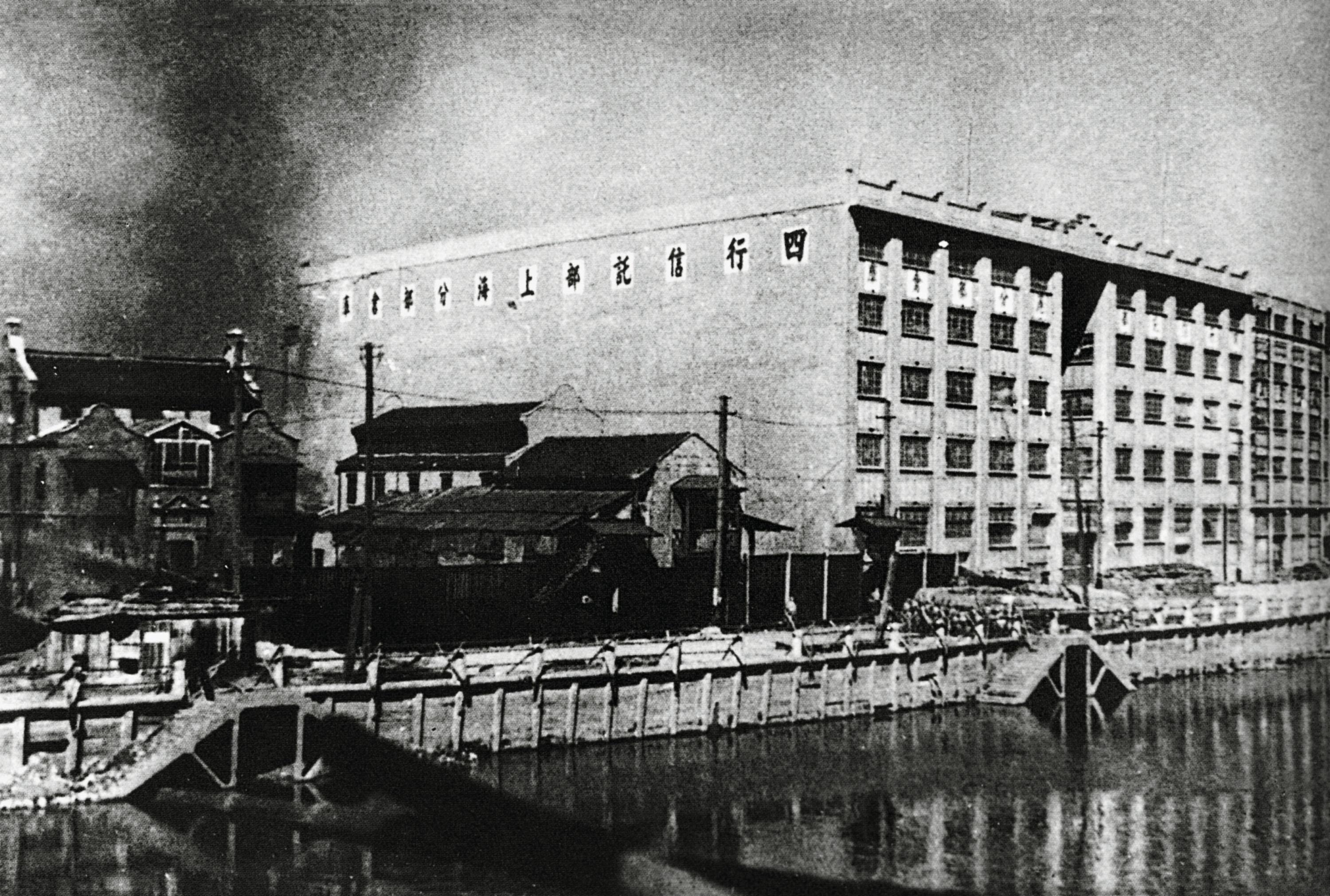
L'entrepôt Sihang lors de la bataille.

## Filmographie
- 800 Héros (en) (八百壯士) de Ying Yunwei, 1938
- L'attaque dura cinq jours (八百壯士), film taïwanais de Ting Shan-hsi, 1977
- La Brigade des 800 (八佰) de Guan Hu, 2020